# Hakkûhbar
Ne doit pas être confondu avec Hakuba.
Hakkûhbar est un groupe parodique néerlandais. Formé en 1996 par Bob Fosko, il s'agit d'une parodie de la culture gabber, populaire parmi la jeunesse néerlandaise pendant les années 1990. Le groupe connait plusieurs succès, dont Gabbertje qui a été certifié disque de platine.

## Biographie
Le groupe Hakkûhbar est fondé par Bob Fosko, membre du groupe De Raggende Manne, accompagné par Bart Vleming, Ad de Feyter et Ewart van der Horst. Dans les clips et durant les concerts, ils sont accompagnés par l'acteur Ruben van der Meer, incarnant un jeune « gabber » fortement caricaturé. Fosco et van der Meer se sont rencontrés sur le plateau de la VPRO, en participant à des sketchs pour l'émission pour enfants Erwassus, dont De nieuwe Aussie van de Gabber (littéralement « le nouvel Australian du gabber », parodie du conte Les Habits neufs de l'Empereur, (en néerlandais : Die nieuwe klere van de keizer)).
Le groupe se sépare en 1997. Une reformation serait « super » selon Bob Fosko, interviewé en avril 2014, mais fort peu probable, la dissolution du groupe ayant été l'occasion de conflits irrémédiables entre certains membres, du fait de différends sur la trésorerie.

## Compositions
Les voix des différentes chansons du groupe sont interprétées par Bob Fosco, notamment dans Gabbertje. L'acteur Ruben van der Meer interprète toutefois l'une des chansons du groupe, Gabberlove. La chanson Gabbertje, texte parodique plaqué sur le générique de la série néerlandaise des années 1970 Swiebertje, sort en 1996. Le clip qui accompagne la sortie du single est réalisé par Benjamin Landshoff, ami de Fosko et réalisateur d'Erwassus. Elle atteint la première place dans les palmarès néerlandais dont le Nederlandse Top 40. Le single devient successivement disque d'or, puis disque de platine. Une version en allemand de la chanson, intitulée Ratzekahl (en allemand : crâne de rat), est également enregistrée, cette fois-ci avec Neel van der Elst.
Fort de ce succès, Hakkûhbar sort d'autres chansons, comme Supergabber, Gabbersaurus, et le double single Feestbeest / Gabberlove. Les clips de ces chansons sont réalisés par Martin Koolhoven, connaissance là encore de Bob Fosko. L'ensemble de ces singles et quelques autres chansons sont rassemblés sur un album, Vet heftig, sorti en 1997. À l'occasion de la sortie de l'album, Hakkûhbar réalise un moyen-métrage, Vet Heftig - de video, narrant l'ascension et la chute du groupe. Sa production est assurée par Martin Koolhoven, et les rôles principaux sont assurés par Van der Meer et Fosko, accompagnés par Marco Borsato, Tatum Dagelet, Tjeerd Oosterhuis, Nance Coolen, Bart Vleming, Harry de Groot, Anita Doth du groupe néerlandais 2 Unlimited et Alfred Lagarde. Le film est diffusé à plusieurs reprises sur la chaîne musicale TMF Nederland, sous le nom de Vet heftig - de film.
Un DVD sort en 2004, comportant le moyen-métrage, l'album Vet heftig et l'ensemble des clips.

## Discographie

### Album studio
| Album      | Année | Classement                    | Meilleure position | Semaines dans le classement |
| ---------- | ----- | ----------------------------- | ------------------ | --------------------------- |
| Vet heftig | 1997  | Pays-Bas (Mega Album Top 100) | 62                 | 5                           |

### Singles
| Single                  | Année | Classement                    | Meilleure position | Semaines dans le classement |
| ----------------------- | ----- | ----------------------------- | ------------------ | --------------------------- |
| Gabbertje               | 1996  | Pays-Bas (Nederlandse Top 40) | 1                  | 11                          |
| Supergabber             | 1997  | Pays-Bas (Nederlandse Top 40) | 3                  | 9                           |
| Gabbersaurus            | 1997  | Pays-Bas (Nederlandse Top 40) | 14                 | 4                           |
| Feestbeest / Gabberlove | 1997  | Pays-Bas (Nederlandse Top 40) | NC                 | 0                           |